# دهستان قوری‌قلعه
دهستان قوری قلعه (کردی: لادێی قوڕەقەڵا) نام دهستانی در بخش شاهو شهرستان روانسر، استان کرمانشاه در ایران است. براساس سرشماری مرکز آمار ایران در سال ۱۳۸۵، جمعیت آن ۳۰۳۱ نفر (۶۲۴ خانوار) بوده‌است.